# Nellesteinbrug
De Nellesteinbrug is een ophaalbrug over het riviertje de Winkel gelegen in de Polder Nellestein tussen Abcoude en Stokkelaarsbrug bij de buurtschap Nellestein in de gemeente de Ronde Venen. De brug verbindt de oevers van de Winkeldijk. Er is geen brugwachtershuisje; tijdens bedieningstijden wordt de brug geopend door een medewerker van een beveiligingsbedrijf bij wie een bel afgaat als iemand op de knop bij de brug drukt. Aan de oostzijde bevinden zich twee slagbomen en aan de westzijde één. De doorvaart hoogte is 50 cm, daar is wel met een kano langs te komen, maar aan de westzijde bevindt zich een klein kademuurtje dat voor overdragen bedoeld is.
De brug is vernoemd naar een huis in Maarn.